# El Grullo (kommun)
El Grullo är en kommun i Mexiko.   Den ligger i delstaten Jalisco, i den södra delen av landet, 500 km väster om huvudstaden Mexico City. Antalet invånare är 21 825. Arean är 157 kvadratkilometer.
Terrängen i El Grullo är kuperad söderut, men norrut är den bergig.